# 十字架島

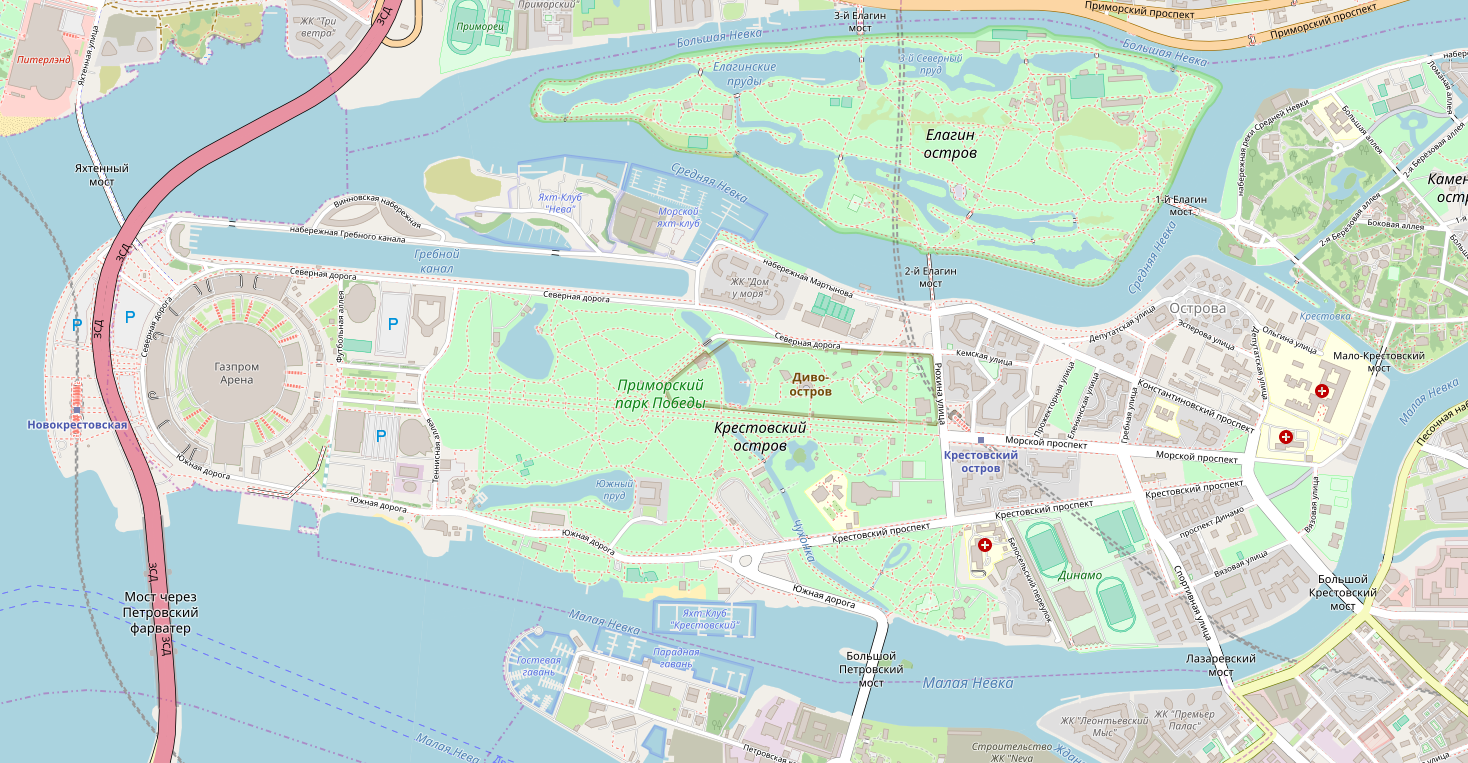
十字架島

59°58′N 30°16′E / 59.97°N 30.26°E
十字架島（俄语：Крестовский остров）是一個位於俄羅斯聖彼得堡的島嶼，面積3.4平方公里。十字架島的西部曾是海洋勝利公園，這裡是1994年友好運動會的舉辦地，也是俄羅斯在蘇聯解體之後舉辦的首個大型國際活動。2016年末島上建成了圣彼得堡泽尼特足球俱乐部的主場聖彼得堡體育場並舉辦過2017年洲際國家盃和2018年國際足協世界盃。現在島上有兩個地鐵站，分別是位處島的西端的澤尼特站（綠色3號綫）和中東部的十字架島站（紫色5號綫）。

## 外部連結
- Krestovsky Island（页面存档备份，存于） @ Encyclopaedia of Saint Petersburg